# 二十五点纲领

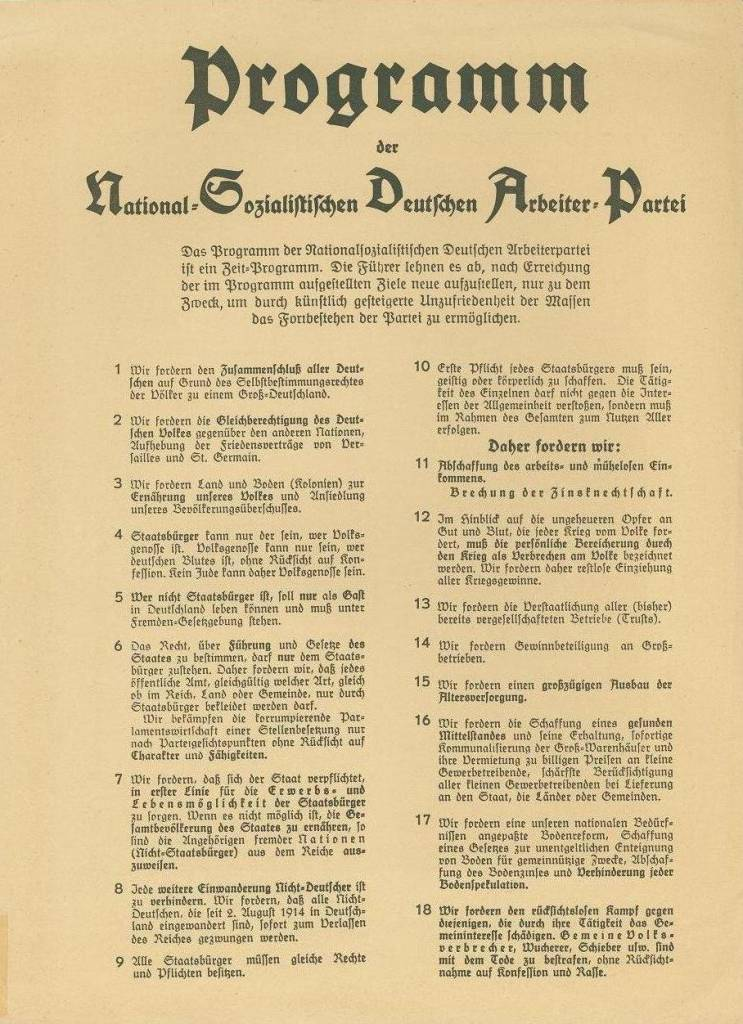
二十五点纲领

二十五点纲领（德語：25-Punkte-Programm）是德国纳粹党（国家社会主义德国工人党）的政治纲领。1920年2月24日，在慕尼黑皇家宫廷啤酒屋举行的会议上希特勒宣读了这份政治纲领，德国工人党（德語：Deutsche Arbeiterpartei）在同一天正式更名为國家社會主義德意志勞工黨。
这份纲领文件呼吁建立大德意志帝国、废除凡尔赛条约、排除驱逐外国人、建立对新闻和文学进行政治管制的威权国家。

## 纲领内容
纲领內容如下：
1. 我们要求基于民族自决的权利，联合德意志人为大德意志帝国
2. 我们要求德意志民族应与其他民族享有平等的权利，废除凡尔塞条约和圣日尔曼条约
3. 我们要求国土和领土（殖民地）足以养育我们的民族及移植我们的过剩人口
4. 只有德意志同胞，才能取得德意志公民的资格；凡属德意志民族血统，不管其职业如何，方能为德意志国民
5. 凡在德国的非德意志公民，只能视为侨民，应受治理外国人法律的待遇
6. 只有德意志公民，才能决定德意志国家的领袖和法律的权利。因此，我们要求一切公职，不管何等种类，不管它是联邦的，还是各邦的，或是市区的，必须由德意志公民担任。我们反对腐败的议会制度，因为议会政治只根据党派利益，任用私人，而不顾及品德和能力
7. 我们要求国家应供给公民工作及生活为其首要任务。如果国家不能养育其全部人口，则应驱逐外国人（非德意志公民）出德国国境
8. 禁止非德意志人迁入德国。我们要求将 1914年8月2日以后迁入德国的一切非德意志人应驱逐出境
9. 一切德意志公民应享有同等的权利和义务
10. 每个德意志公民的首要职责是从事体力劳动或脑力劳动，个人的活动不许损害全体的利益，而应受全体的制约并对所有人有利
11. 取缔不劳而获的收入，废除利息奴隶制
12. 鉴于每次战争都给人民带来生命财产方面的巨大牺牲，必须把发战争横财看作对人民的犯罪
13. 我们要求将一切托拉斯收归国有
14. 我们要求分享一切重工业的利润
15. 我们要求大规模建设养老育幼设施
16. 我们要求建立并维持一个健全的中产阶级。我们要求立即将大百货商店收归国有，廉价租赁给小工商业者，要求国家或各邦在收购货物时特别要照顾一切小工商业者
17. 我们要求一种适合民族需要的土地改革制度，要求制定一项为了公益而无代价的没收土地的法令，要求废除地租，要求制止一切土地投机活动
18. 我们要求严厉镇压那些危害公共利益的人；对于危险的民族犯罪、高利贷者、投机者等，不管其信仰及种族如何，必须处以死刑
19. 我们要求用德国的習慣法替代罗马法來為唯物主义世界秩序服务
20. 为使一切有能力而又勤奋的德意志人有高等教育、并能有机会走上领导岗位，我们要求改革现存的教育制度我们要求特别优秀的贫寒子弟，不论其父母职业及社会关系如何，应享有国家免费教育
21. 国家必须保护母亲和儿童，禁止雇佣童工，制定奖励体育运动和进行体格锻炼的法律，大力支持一切增进青年体力的团体，以提高国民的身体的健康水平
22. 我们要求制定法律，禁止恶意的政治谣言及其在报纸上的宣传
23. 我们要求制定法律，坚决禁止对于我国人民生活有不良影响的艺术与文学，并封闭与此种要求相冲突的机关团体
24. 我们要求在不危害国家的生存，或不违背德意志民族的风俗道德的范围内，承认一切宗教、信仰的自由。本党主张积极的基督教，但不为任何教派所控制。本党反对国内外的犹太人的唯物主义的思想。本党深信只有以“先公后私”为原则，才能致力于我民族的永久的复活。
25. 我们要求在联邦内建立强大的中央集权政府，以便实现本政党所主张的一切；中央和国会对于整个及其各种机关，应有绝对的权威；为了实施联邦所颁布的法律，应创设各种职业会议

## 参看
- 国家社会主义